# بريجيت جوردن
بريجيت جوردن (بالإنجليزية: Brigitte Jordan)‏ هي عالمة الإنسان أمريكية، ولدت في 1938 في باساو في ألمانيا، وتوفيت في 24 مايو 2016 في La Honda, California ‏ في الولايات المتحدة.